# Xiph.Org Foundation
Xiph.Org Foundation(ザイフォドットオルグ ファンデーション、ザイフォ財団) は、501(c)(3) に基づく非営利団体で、自由なマルチメディアフォーマットを策定しツールを開発することを目的としている。
中心となっているのはOggコンテナ系のフォーマットで、特にVorbisで成功を収めた。Vorbis はオープンかつパテントフリーな音声フォーマットおよびコーデックで、特許で保護されているMP3やAACに対抗するために設計された。その後、オープンかつパテントフリーなビデオフォーマットおよびコーデックであるTheoraを設計した。こちらは特許で保護されているMPEG-4、RealVideo、Windows Media Videoへの対抗として設計された。
自前での開発に加え、Xiph.Org は既存の相補的自由ソフトウェアプロジェクト群を保護下に置いている。各プロジェクトにはそれぞれ独立した開発者たちがいる。例えば、会話用音声コーデックのSpeex、可逆音声コーデックのFLACなどがある。
Xiph.Org Foundation はOggコンテナフォーマットを作ったクリストファー・モントゴメリーが創設した。"Xiph" という名称はソードテールの学名 Xiphophorus hellerii が由来であり、この団体の元になった会社が Xiphophorus と名乗っていたためである 。
Xiph.Org によるプロジェクト群はフリーソフトウェア財団から高優先度の自由ソフトウェアプロジェクトに指定されていた。

## Xiph.Org Foundation のプロジェクト
- Ogg
  - Vorbis
  - Theora
  - FLAC
  - Speex
  - Opus / CELT
  - Daala
  - en:Tremor 組み込み向けのVorbisデコーダ
  - en:OggPCM
  - Skeleton 
  - RTP-コンテナ
  - en:CMML

- libao
- en:Xiph QuickTime Components
- en:Annodex
- cdparanoia
- XSPF
- Icecast
- Ices